# Большая Середка
Большая Середка — деревня в Каргопольском районе Архангельской области России. Входит в состав Павловского сельского поселения.

## История
В «Списке населенных мест Российской империи», изданном в 1879 году, населённый пункт упомянут как деревня Середка большая Каргопольского уезда (3-го стана), при колодцах, расположенная в 18 верстах от уездного города Каргополя. В деревне насчитывалось 8 дворов и проживало 64 человека (31 мужчина и 33 женщины). Действовала православная часовня.
По данным 1905 года имелся 21 двор и проживало 106 человек (49 мужчин и 57 женщин). В административном отношении деревня входила в состав Малошальского общества Лодыгинской волости. Имелось 18 лошадей, 29 коров и 63 головы прочего скота.

## География
Деревня находится в юго-западной части Архангельской области, в южной зоне средней тайги, к северу от автодороги 11Р-002, на расстоянии примерно 16 километров (по прямой) к востоку-северо-востоку (ENE) от города Каргополя, административного центра района. Абсолютная высота — 123 метра над уровнем моря.

### Часовой пояс
Большая Середка, как и вся Архангельская область, находится в часовой зоне МСК (московское время). Смещение применяемого времени относительно UTC составляет +3:00.

## Население
| 2002 | 2010 | 2012 |
| ---- | ---- | ---- |
| 0    | →0   | →0   |